# 尹赞勋
尹赞勋（1902年2月23日—1984年1月27日），中国地质学家和古生物学家，是中国古生物学、古生态学和地层学的重要奠基人之一。

## 生平
尹赞勋出生于今河北省平乡县城郊的大时村。早年跟随家人辗转于河北、山西等地。1912年，尹赞勋回平乡县，就读于县立高等小学。后考入保定育德中学。1919年考入北京大学预科。1923年从北京大学肄业转赴法国里昂大学攻读地质学并于1931年获理学博士学位。回国后曾先后担任过实业部地质调查所技师、北京大学和中法大学讲师、北平研究院地质所研究员、江西地质调查所所长、中央地质调查所副所长、所长等职。中华人民共和国成立后，又先后担任中国地质工作计划指导委员会第一副主任、北京地质学院副院长兼教务长、中国科学院地学部主任、中国科学院地质研究所研究员、中国地质学会副理事长、理事长、中国古生物学会理事长等职。并任九三学社中央委员、中央常务委员。1955年，尹赞勋被选为中国科学院院士。

## 主要成就
尹赞勋是中国早期地质工作重要的开拓者之一。1931年尹赞勋留学归来后，即前往哈尔滨及山西大同等地开展第四纪地质及火山的调查与研究。1940年在贵州遵义等地开展地质工作，绘制完成中国第一幅古地质图。尹赞勋对玉门石油的生成做了详细研究，奠定了中国石油地质学的基础。
自1935年开始，尹赞勋开始在地层古生物学尤其是对志留纪地层的进行广泛而深入的研究，对志留纪的笔石化石做过系统深入的分析。1949年，尹赞勋对中国志留系的研究进行了全面的总结，发表了有关华南志留系方面的论文。
中华人民共和国成立后，尹赞勋领导并亲自参加编制第一部《中国区域地层表》，编著了《地层规范草案及地层规范草案说明书》、《中国地层名词汇编》、《中国地层典(七)石炭系》和《中国地壳运动名称资料汇编》等文献，成为中国地层规范的创始人之一。1964年，主持并参加了中国石炭系的研究。从1971年起，尹赞勋把当时在国际地学领域中具有创新意义的板块构造学说介绍到中国地质界，把西方板块运动的研究引入中国。1978年，发表专著《论褶皱幕》，当年获全国科学大会科研成果奖。
为纪念尹赞勋对中国地层古生物学的卓越贡献，1984年，一種發現於中國雲南的泥盆紀盾皮魚被命名為尹氏魚（Yinostius）。五年後，中国古生物学会设置了“尹赞勋地层古生物学奖”，每4年评选1次。该奖现已成为中国唯一一个全国性的古生物学与地层学领域的奖项。

## 家庭
尹赞勋的女兒尹文英後來成為昆蟲學家，現為中國科學院的院士。